# Natalja Aleksiejewa
Natalja Aleksiejewa (ros Наталья Алексеева, ur. 7 sierpnia 1976) – rosyjska biegaczka narciarska.

## Kariera
Największe sukcesy w karierze Natalja Aleksiejewa osiągała w cyklu FIS Marathon Cup. W sezonie 2001/2002 zajęła trzecie miejsce w klasyfikacji generalnej, ulegając jedynie reprezentującej Szwecję Antoninie Ordinej i Norweżce Elin Nilsen. Rosjanka dokonała tego, mimo iż nie stanęła na podium żadnego z sześciu biegów. Punktowała jednak w czterech z nich, przy czym była czwarta w estońskim Tartu Maraton i siódma we francuskim Transjurassienne. W sezonie 2002/2003 punktowała tylko raz - 12 stycznia 2003 roku była czwarta w czeskim maratonie Jizerská Padesátka, co pozwoliło jej na zajęcie 20. pozycji w klasyfikacji generalnej. Poza tym startowała głównie w zawodach FIS Race. Nigdy nie zdobyła punktów Pucharu Świata, nigdy też nie startowała na igrzyskach olimpijskich ani mistrzostwach świata. W 2003 roku zakończyła karierę.

## Osiągnięcia

### FIS Marathon Cup

#### Miejsca w klasyfikacji generalnej
- sezon 2001/2002: 3.
- sezon 2002/2003: 20.

#### Miejsca na podium
Aleksiejewa nigdy nie stała na podium zawodów FIS Marathon Cup.